# Емил Асемиров
Емил Асемиров (псевдоним на Емил Тепавичаров) е български писател и политически анализатор, специалист по проблемите на международните отношения на Балканите и в бившето съветско пространство.

## Биография
Емил Асемиров е роден в София. Завършил е Философия и История и теория на културата в Софийския университет „Св. Климент Охридски“, както и Международни икономически отношения в Университета за национално и световно стопанство. Бил е на обучения и специализации в Бон, Кьолн, България, Брюксел и Солун по политически науки, парламентарна практика и по въпросите на ЕС и на икономическото развитие.
Работил е като държавен служител, изследовател в научен институт, вътрешнополитически репортер и продавач на вестници.
От 1980 година Емил Асемиров пише поезия и проза, а от 1989 година – анализи и изследвания на международни и вътрешни политически процеси и явления, на социални, културни и политически тенденции.

## Творчество

### Политически анализи
Емил Асемиров е публикувал статии във вестниците „Демокрация `91“, „1000 дни“, „Стандарт“, „Дума“ „Демокрация“, „Континент“, „За българската нация“, „Азбуки“, в списанията „Геополитика“, „Либерален преглед“ – Берлин, „Експерт“, в mediapool.bg и други. Участвал е в предавания за политика и общество по радио „Витоша“, телевизия „Вяра“, в предаването „Светът днес“ на Балкан българска телевизия (Би Би Ти).
В сборника „Пристрастен наблюдател“ (2002) са събрани някои от най-добрите ранни статии на автора, съдържащи ценна информация и анализи на процесите в Югоизточна Европа и в България през последното десетилетие на 20 век.
В „Есета за съвременността“ (2009) са включени анализи на някои от основните регионални и локални конфликти в региона на Югоизточна Европа, Източното Средиземноморие и Кавказ – Косово, Република Македония, Южна Осетия и Абхазия, Кипър. Има и статии за основните енергийни проекти в Югоизточна Европа, Предна и Средна Азия и Черноморския регион, есета за българския преход, съвременния ислямски тероризъм, геополитическата роля на нефта и природния газ, новия световен ред, българо-руските отношения, утопиите и популизма.

### Белетристика
Белетристичното творчество на Асемиров е посветено на теми от българското и балканско минало, както и на преживяванията на героя от края на социалистическия период и от периода на преход.
Като белетрист Асемиров разкрива своите възможности в книгата „Османлия – роман за османския възход“ (2006). В нея са включени и разкази на теми от българската история и съвременността.

### Самостоятелни издания
- Пристрастен наблюдател. Сборник статии и анализи. 1989 – 2002, София, 2002.
- Османлия – Роман за османския възход, София, 2006.
- Есета за съвременността. Книга първа, София, 2009.